# CODM de Meknes
CODM de Meknes is een Marokkaanse voetbalclub uit Meknes die speelt in de GNF 2, de Marokkaanse tweede klasse. De club werd op 21 juni 1962 opgericht. In 2008 degradeerde de club uit de hoogste klasse, en na eerdere promotie weer in 2013.

## Palmares
- GNF 1
  - Landskampioen: 1995

- Beker van Marokko
  - Winnaar: 1966
  - Finalist: 1981, 1999, 2011